# Live Your Own Life
Live Your Own Life (en hangul, 효심이네 각자도생; romanización revisada, Hyosim-ine gakjadosaeng) es una serie de televisión surcoreana en 50 capítulos, dirigida por Kim Hyeong-il y protagonizada por Uee, Ha Joon y Go Joo-won. Se emite por el canal KBS2 desde el 16 de septiembre de 2023, en horario de sábados y domingos a las 20:05 (KST).

## Sinopsis
La protagonista de la serie, Hyo-shim, es una joven que ha dedicado toda su vida a su familia, con su bondad innata y su cálida empatía, pero que tras pasar momentos difíciles con la familia, se va a vivir lejos de ella una vida independiente.

## Reparto

### Principal
- Uee como Lee Hyo-shim, entrenadora física; es la tercera hija de cuatro hermanos, la única que comprende el dolor de su madre desde que su marido abandonó la familia. Hyo-shim la apoya actuando como el padre de familia.[3][4]
- Ha Joon como Kang Tae-ho, el jefe del departamento de planificación de un conglomerado empresarial, con una mente brillante y una apariencia ordenada. acaba de regresar a Corea tras vivir 20 años en Estados Unidos.[5]
- Go Joo-won como Kang Tae-min, primo de Tae-ho y heredero del Grupo Taesan.[6][7]

### Secundario

#### Familia de Hyo-sim
- Yoon Mi-ra como Lee Seon-soon, la madre de Hyo-sim, que quedó sola tras la repentina desaparición de su marido, al que sigue buscando por todo el país a pesar del tiempo pasado.[8]
- Nam Sung-jin como Lee Hyo-seong, el hermano mayor de Hyo-sim; es subdirector de la oficina de gestión de un conglomerado.[9]
- Lim Ji-eun como Yang Hee-joo, esposa de Hyo-seong.[10]
- Seo Seol-hwan como Lee Hyo-jun, segundo hermano de Hyo-sim, estudiante de secundaria.[10]
- Kim Do-yeon como Lee Hyo-do, el hermano menor de Hyo-sim, un joven inmaduro de unos 20 años que lucha por tener el auto de sus sueños.[11]
- Lee Gayeon como Ruby, la hija mayor de Hee-joo y Hyo-seong.
- Lee Joo-won como Lee Phillip, el hijo menor de Hyo-seong y Hee-joo. Estudiante de primaria.

#### Familia de Tae-ho
- Jeong Young-sook como Choi Myung-hee, la abuela de Tae-ho.[8]
- Lee Hwi-hyang como Jang Sook-hyang, esposa de Jin-beom, madre de Tae-hee.[8]
- Noh yeong-guk como Kang Jin-beom, el actual presidente del Grupo Taesan, marido de Sook-hyang.[8][12]
- Lee Kwang-ki como Yeo Jin-su, director ejecutivo del Grupo Taesan .[8]
- Kim Bi-joo como Kang Tae-hee, la única hermana de Tae-min, hija de Jang Sook-hyang.[13]

#### Uicheon Villa
- Jeon Won-ju como Bang Geun-soon, propietaria del edificio Uicheon Villa, sus hijos y nietos han emigrado a los Estados Unidos.[8]
- Park Geun-soo como Park Woo-joo, un instructor de golf.
- Kim Yu-ha como Park Gaon, una niña que va a la escuela primaria.[14]

#### TS Fitness
- Kang Shin-jo como Yang Jeon-min.
- Rho Sang-bo como Hwang Chi, un entrenador tonto.
- Lee Ye-sol como Min Ga-young, una entrenadora.
- Jin Tae-hyun como Jang Seon-woo, un entrenador.
- Yoon Ye-in como una anciana habladora que siempre llega la primera.
- Choo Eun-kyung como Kang Jeong-suk.
- Lee Chun-sik como Hwang No-sik, un abuelo al que le gusta hablar de política.
- Park Ki-sun como Choi In-soo, un cirujano ortopédico.
- Kim Jong-hoon como Choi Mi-nam, el entrenador que causó conmoción en TS Fitness porque no podía distinguir entre asuntos públicos y privados.

#### Otros
- Nam Bo-ra como Jeong Mi-rim, que renunció a su profesión de abogada en un gran bufete para convertirse en aspirante a actriz.[15]
- Lim Ju-eun como Choi Sook-yung, hija del presidente y presentadora del mejor largometraje televisivo en vivo de Corea.[10]
- Lee Seung Cheol como el señor Choi, presidente de TV Live.
- Ahn Hong-jin como Sach ae-nam, un prestamista.
- Lee Ho-jae como Kang Geun-man, el abuelo de Tae-ho, el primer presidente del Grupo Taesan.
- Park Hyung-joon como Kang Joon-beom, el padre de Tae-ho, fue tan capaz durante su vida que probablemente sería el sucesor de Taesan, pero murió en un accidente.
- Park Yeo-reum como Han So-ra, enfermera.
- Kim Mi-ra como la señora Seo.

## Producción
El 4 de abril de 2023 se anunció que la protagonista femenina de la serie sería Uee, que regresa así a la ficción televisiva de KBS2 cuatro años después de My Only One, serie con la que obtuvo un gran éxito, con capítulos que llegaron casi al 50 % de audiencia. También Go Joo-won llevaba alejado de la televisión cuatro años, desde su participación en Love in Sadness y Haechi en 2019.
El 18 de agosto de 2023 se publicó un «cartel de la independencia» con la imagen de Hyo-shim (Uee); el día 30 del mismo mes salió a la luz un cartel con la pareja protagonista. El 2 de septiembre se difundieron imñagenes de la lectura del guion, que había tenido lugar en las instalaciones de KBS en Yeouido, Seúl, en el precedente mes de mayo. Cuatro días después se publicó un cartel de grupo con buena parte de los actores, que intentaba «resaltar que cada persona tiene su propia vida a través de imágenes de personas corriendo duro en su propio camino». El 12 del mismo mes la producción se presentó en conferencia de prensa celebrada en el hotel Ramada (Yeongdeungpo-gu, Seúl).
El 18 de septiembre murió por un infarto el actor Noh yeong-guk, que encarnaba al presidente del grupo Taesan en la serie. Al final del capítulo 3 se incluyó un texto que daba cuenta del suceso acompañado por una imagen del fallecido. Este había completado el rodaje de los diez primeros episodios, que por decisión de la productora se emitirán sin cambios sin volver a filmar su parte, y para el resto de la serie se contratará un sustituto.

## Banda sonora original
| Parte | Fecha de publicación                                                      | Título                                                                    | Letra                                                                     | Música                                                                    | Artista                                                                   | Dur.                                                                      | Ref.                                                                      |
| ----- | ------------------------------------------------------------------------- | ------------------------------------------------------------------------- | ------------------------------------------------------------------------- | ------------------------------------------------------------------------- | ------------------------------------------------------------------------- | ------------------------------------------------------------------------- | ------------------------------------------------------------------------- |
| 1     | 17 de septiembre de 2023                                                  | 나의 노래 [«Mi canción»]                                                  | Jeong Yu-shin, GRACE H                                                    | Seo Jae-ha                                                                | Lim Jeong-hee                                                             | 3:50                                                                      | [ 22 ] [ 23 ]                                                             |
| 2     | 24 de septiembre de 2023                                                  | 각자도생 [«Sigue tu propio camino»]                                       | Young Tak, Ji Kwang-min                                                   | Young Tak, Ji Kwang-min                                                   | Young Tak                                                                 | 2:55                                                                      | [ 24 ]                                                                    |
| 3     | 3 de diciembre de 2023                                                    | 저기 빛나는 별처럼 [«Como una estrella brillante allí»]                   | Kim Su-bin (AIMING), Jo Se-hee                                            | Kim Chang-rak (AIMING), Kim Su-bin (AIMING)                               | Kim Bo-kyung (NEON)                                                       | 4:16                                                                      | [ 25 ]                                                                    |
| 4     | 17 de diciembre de 2023                                                   | 지난밤의 꿈처럼 [«Como el sueño de anoche»]                               | Hanjun                                                                    | Seo Jae-ha                                                                | DK (December)                                                             | 3:53                                                                      | [ 26 ]                                                                    |
| 5     | 28 de enero de 2024                                                       | 너를 하루도 빠짐없이 사랑했었어 [«Te amé todos los días»]                 | Yanghan tree                                                              | Yang Hangru, Tetri Song                                                   | Hanbin (4Men)                                                             | 4:16                                                                      | [ 27 ]                                                                    |
| Notas | Las canciones de la banda sonora tienen también una versión instrumental. | Las canciones de la banda sonora tienen también una versión instrumental. | Las canciones de la banda sonora tienen también una versión instrumental. | Las canciones de la banda sonora tienen también una versión instrumental. | Las canciones de la banda sonora tienen también una versión instrumental. | Las canciones de la banda sonora tienen también una versión instrumental. | Las canciones de la banda sonora tienen también una versión instrumental. |

## Audiencia
La serie arrancó con un 16,5 % de audiencia nacional, siguiendo la trayectoria descendente de las producciones dramáticas de fin de semana (la predecesora, The Real Has Come!, empezó con un 17,7 % y llegó al 23,9 %), que hasta hace pocos años se situaban en el rango del 30-40 %. De ahí que desde hace un tiempo se discuta sobre la crisis de esta fórmula, cuyo núcleo duro de espectadores, formado por persona de media edad y ancianos, se está reduciendo. Uno de los motivos de esta caída que se mencionan es el gastado recurso al secreto de nacimiento como motor de la trama, que, si aseguraba antes la atención del público, ahora lo aleja, como reflejo de los cambios provocados por la cambiante sensibilidad de la sociedad surcoreana respecto a la familia. Otro de los motivos es la rígida programación a 50 capítulos según el viejo modelo de la serie que podía ver toda la familia, que no se corresponde ni con la riqueza narrativa de la obra ni con las nuevas exigencias del espectador.
| Temporada | Temporada | Episodio número | Episodio número | Episodio número | Episodio número | Episodio número | Episodio número | Episodio número | Episodio número | Episodio número | Episodio número |
| Temporada | Temporada | 1               | 2               | 3               | 4               | 5               | 6               | 7               | 8               | 9               | 10              |
| --------- | --------- | --------------- | --------------- | --------------- | --------------- | --------------- | --------------- | --------------- | --------------- | --------------- | --------------- |
|           | 1         | 2.714           | 3.200           | 2.739           | 1.885           | 2.291           | 2.402           | 2.689           | 2.539           | 2.978           | 2.454           |
|           | 2         | 2.560           | 2.498           | 2.803           | 2.583           | 2.767           | 2.552           | 2.696           | 2.715           | 2.879           | 2.765           |
|           | 3         | 2.973           | 2.746           | 3.115           | —               | —               | —               | —               | —               | —               | 3.100           |
|           | 4         | 3.349           | 3.140           | 3.763           | 2.923           | 3.632           | 3.252           | 3.583           | 3.514           | 3.710           | 2.946           |
|           | 5         | 3.443           | 3.338           | 3.597           | 3.105           | 3.581           | 3.216           | 3.811           | 3.241           | 3.884           | 3.408           |
|           | 6         | 3.862           | —               | —               | —               | —               | —               | —               | —               | —               | —               |

| Ep. | Fecha de emisión         | Índices de audiencia | Índices de audiencia | Índices de audiencia |
| Ep. | Fecha de emisión         | Nielsen Corea        | Nielsen Corea        | TNmS                 |
| Ep. | Fecha de emisión         | Nacional             | Seúl                 | Nacional             |
| --- | ------------------------ | -------------------- | -------------------- | -------------------- |
| 1 | 16 de septiembre de 2023 | 16,5 % (1.ª)         | 14,3 % (1.ª)         | 14,7 % (1.ª)         |
| 2 | 17 de septiembre de 2023 | 18,4 % (1.ª)         | 16,7 % (1.ª)         | 15,9 % (1.ª)         |
| 3 | 23 de septiembre de 2023 | 15,7 % (1.ª)         | 14,1 % (1.ª)         | 13,8 % (1.ª)         |
| 4 | 30 de septiembre de 2023 | 11,1 % ((1.ª)        | 10,0 % ((1.ª)        | 8,8 % ((1.ª)         |
| 5 | 8 de octubre de 2023     | 13,7 % (1.ª)         | 12,6 % (1.ª)         | 12,2 % (1.ª)         |
| 6 | 14 de octubre de 2023    | 14,3 % (1.ª)         | 12,9 % (1.ª)         | 12,1 % (1.ª)         |
| 7 | 15 de octubre de 2023    | 16,8 % (1.ª)         | 15,7 % (1.ª)         | 12,4 % (1.ª)         |
| 8 | 21 de octubre de 2023    | 15,3 % (1.ª)         | 14,2 % (1.ª)         | ND                   |
| 9 | 22 de octubre de 2023    | 17,0 % (1.ª)         | 15,7 % (1.ª)         | 13,3 % (1.ª)         |
| 10 | 28 de octubre de 2023    | 14,7 % (1.ª)         | 13,3 % (1.ª)         | ND                   |
| 11 | 29 de octubre de 2023    | 15,4 % (1.ª)         | 13,7 % (1.ª)         | 13,6 % (1.ª)         |
| 12 | 4 de noviembre de 2023   | 14,9 % (1.ª)         | 13,6 % (1.ª)         | ND                   |
| 13 | 5 de noviembre de 2023   | 16,8 % (1.ª)         | 15,5 % (1.ª)         | 13,8 % (1.ª)         |
| 14 | 11 de noviembre de 2023  | 15,5 % (1.ª)         | 14,1 % (1.ª)         | ND                   |
| 15 | 12 de noviembre de 2023  | 16,6 % (1.ª)         | 14,6 % (1.ª)         | 14,2 % (1.ª)         |
| 16 | 18 de noviembre de 2023  | 14,5 % (1.ª)         | 13,0 % (1.ª)         | ND                   |
| 17 | 19 de noviembre de 2023  | 15,5 % (1.ª)         | 13,9 % (1.ª)         | 13,4 % (1.ª)         |
| 18 | 25 de noviembre de 2023  | 15,6 % (1.ª)         | 14,0 % (1.ª)         | 13,0 % (1.ª)         |
| 19 | 26 de noviembre de 2023  | 17,7 % (1.ª)         | 16,1 % (1.ª)         | 13,9 % (1.ª)         |
| 20 | 2 de diciembre de 2023   | 16,6 % (1.ª)         | 15,1 % (1.ª)         | 12,3 % (1.ª)         |
| 21 | 3 de diciembre de 2023   | 17,4 % (1.ª)         | 15,8 % (1.ª)         | 13,8 % (1.ª)         |
| 22 | 9 de diciembre de 2023   | 16,7 % (1.ª)         | 15,6 % (1.ª)         | ND                   |
| 23 | 10 de diciembre de 2023  | 17,8 % (1.ª)         | 16,5 % (1.ª)         | 14,1 % (1.ª)         |
| 24 | 16 de diciembre de 2023  | 16,7 % (1.ª)         | 14,9 % (1.ª)         | ND                   |
| 25 | 17 de diciembre de 2023  | 18,8 % (1.ª)         | ND                   | 16,5 % (1.ª)         |
| 26 | 23 de diciembre de 2023  | 15,8 % (1.ª)         | ND                   | ND                   |
| 27 | 23 de diciembre de 2023  | 17,5 % (11.ª)        | ND                   | ND                   |
| 28 | 30 de diciembre de 2023  | 17,6 % (1.ª)         | ND                   | ND                   |
| 29 | 31 de diciembre de 2023  | 16,2 % (1.ª)         | ND                   | ND                   |
| 30 | 6 de enero de 2024       | 17,5 % (1.ª)         | 16,3 % (1.ª)         | ND                   |
| 31 | 7 de enero de 2024       | 19,0 % (1.ª)         | 17,1 % (1.ª)         | ND                   |
| 32 | 13 de enero de 2024      | 18,3 % (1.ª)         | 16,6 % (1.ª)         | ND                   |
| 33 | 14 de enero de 2024      | 20,9 % (1.ª)         | 19,3 % (1.ª)         | ND                   |
| 34 | 20 de enero de 2024      | 17,6 % (1.ª)         | 16,1 % (1.ª)         | ND                   |
| 35 | 21 de enero de 2024      | 21,4 % (1.ª)         | 19,8 % (1.ª)         | ND                   |
| 36 | 27 de enero de 2024      | 18,6 % (1.ª)         | 17,5 % (1.ª)         | ND                   |
| 37 | 28 de enero de 2024      | 20,8 % (1.ª)         | 18,6 % (1.ª)         | ND                   |
| 38 | 3 de febrero de 2024     | 20,6 % (1.ª)         | ND                   | ND                   |
| 39 | 4 de febrero de 2024     | 22,1 % (1.ª)         | 20,3 % (1.ª)         | ND                   |
| 40 | 10 de febrero de 2024    | 16,2 % (1.ª)         | 14,6 % (1.ª)         | ND                   |
| 41 | 11 de febrero de 2024    | 18,3 % (1.ª)         | 16,2 % (1.ª)         | ND                   |
| 42 | 17 de febrero de 2024    | 19,3 % (1.ª)         | 17,8 % (2.ª)         | ND                   |
| 43 | 18 de febrero de 2024    | 21,1 % (1.ª)         | 18,6 % (1.ª)         | ND                   |
| 44 | 24 de febrero de 2024    | 18,8 % (1.ª)         | 16,7 % (1.ª)         | ND                   |
| 45 | 25 de febrero de 2024    | 21,0 % (1.ª)         | 18,2 % (1.ª)         | ND                   |
| 46 | 2 de marzo de 2024       | 18,8 % (1.ª)         | 17,0 % (1.ª)         | ND                   |
| 47 | 3 de marzo de 2024       | 22,1 % (1.ª)         | 20,2 % (1.ª)         | ND                   |
| 48 | 9 de marzo de 2024       | 19,3 % (1.ª)         | 16,9 % (v)           | ND                   |
| 49 | 10 de marzo de 2024      | 22,1 % (1.ª)         | 19,9 % (1.ª)         | ND                   |
| 50 | 16 de marzo de 2024      | 19,7 % (1.ª)         | 17,8 % (1.ª)         | ND                   |
| 51 | 17 de marzo de 2024      | 22,0 % (1.ª)         | 20,0 % (1.ª)         | ND                   |
| Promedio | Promedio                 | 17,698 %%            | —%                   | —%                   |
| - En la tabla anterior, los números azules destacan los índices más bajos y los números rojos los más altos. - ND indica que se desconoce el dato. |                          |                      |                      |                      |

## Premios y candidaturas
| Año  | Premios          | Categoría                           | Candidato     | Resultado | Ref.          |
| ---- | ---------------- | ----------------------------------- | ------------- | --------- | ------------- |
| 2023 | APAN Star Awards | Premio a la gran excelencia, actriz | Uee           | Nominada  | [ 34 ] [ 35 ] |
| 2023 | APAN Star Awards | Mejor banda sonora original         | Young Tak     | Ganador   | [ 34 ] [ 35 ] |
| 2023 | KBS Drama Awards | Premio a la gran excelencia, actriz | Uee           | Ganadora  | [ 36 ]        |
| 2023 | KBS Drama Awards | Premio a la excelencia, actor       | Ha Joon       | Ganador   | [ 36 ]        |
| 2023 | KBS Drama Awards | Mejor pareja                        | Ha Joon y Uee | Ganadores | [ 37 ]        |
| 2023 | KBS Drama Awards | Actor más popular                   | Uee           | Ganadora  | [ 38 ]        |